# Don Lawrence

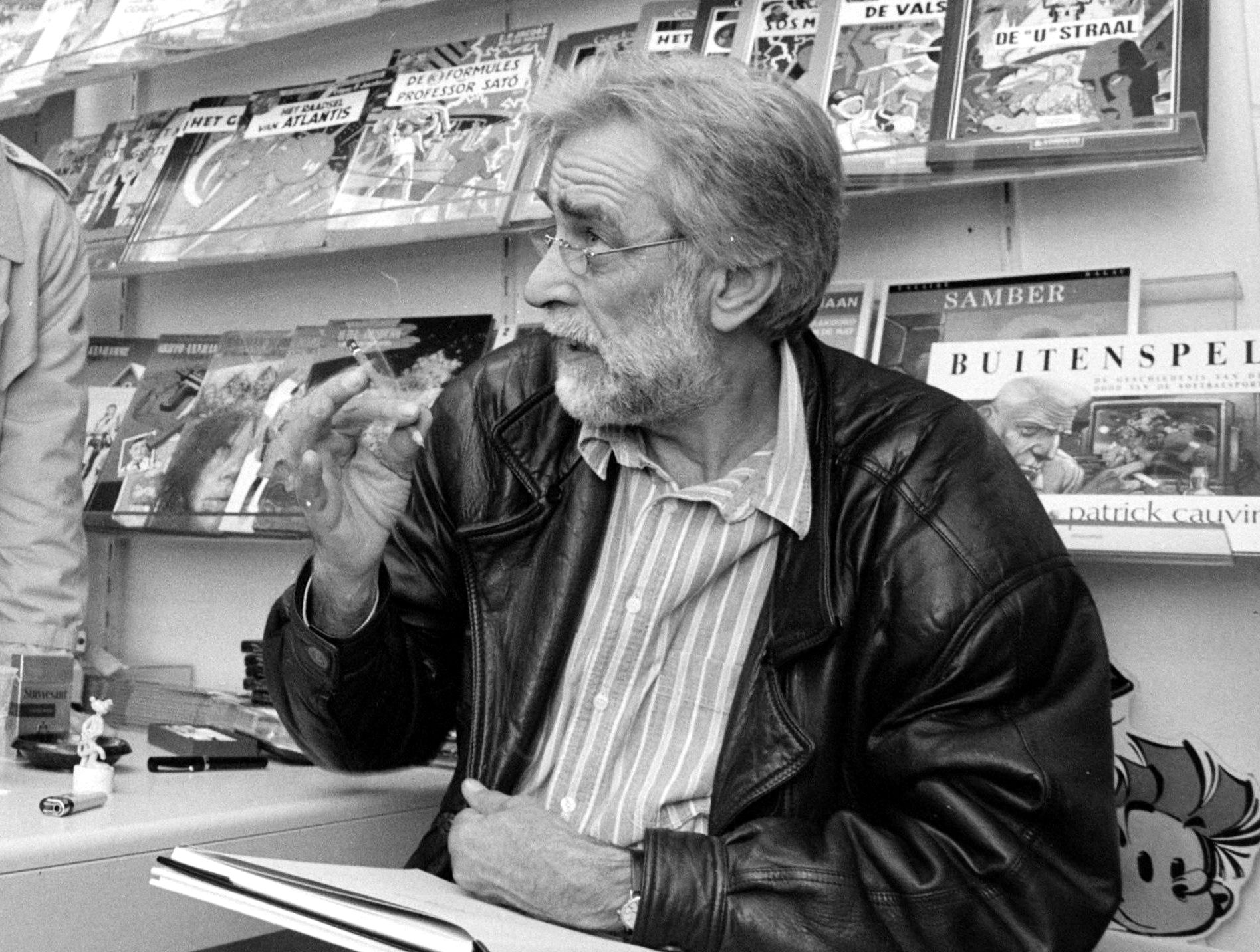
Foto de Don Lawrence, 1990.

Donald Southam Lawrence (Londres, 17 de noviembre de 1928 - Jevington, 29 de diciembre de 2003) fue un historietista británico.
Lawrence es célebre por dos series: El Imperio de Trigan (1965-1982), publicada originariamente en los semanarios británicos Ranger y Look and Learn, y Storm (1976-2001), que lo fue primero en el semanario holandés Eppo (más tarde lanzada como Sjors & Sjimmie) y luego en formato álbum. En ellas, aplicó un estilo realista y detallado, que serviría de inspiración a generaciones posteriores de autores británicos como Brian Bolland, Dave Gibbons y Chris Weston (de hecho, Weston fue aprendiz de Lawrence).